# Bouchot
A Bouchot folyó Franciaország területén, a Moselotte jobb oldali mellékfolyója.

## Földrajzi adatok
Gérardmernél, Vosges megyében a Vogézekban ered és Vagney-nél, szintén Vosges megyében torkollik a Moselotte-ba. Hossza 18 km, vízgyűjtő területe 57 km². Átlagos vízhozama 2 m³ másodpercenként.

## Megyék és városok a folyó mentén
- Vosges : Rochesson, Gerbamont, Sapois és Vagney.